# Lijst van wapens van Argentijnse deelgebieden
Dit artikel bevat een lijst van wapens van Argentijnse deelgebieden. Argentinië bestaat uit 23 provincies en één federaal district.

## Wapens van provincies

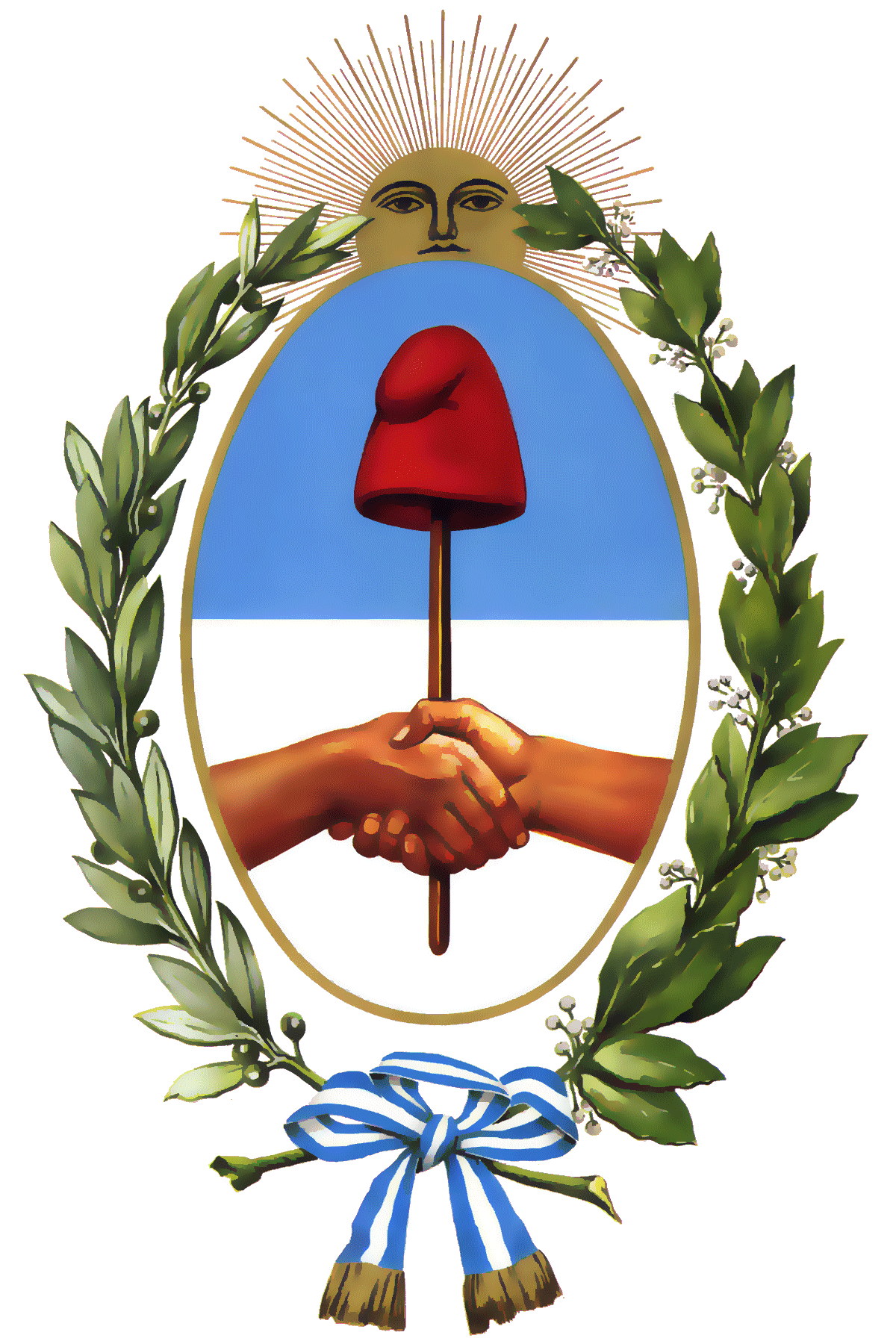
Buenos Aires
Catamarca
Chaco
Chubut
Córdoba
Corrientes
Entre Ríos
Formosa
Jujuy
La Pampa
La Rioja
Mendoza
Misiones
Neuquén
Río Negro
Salta
San Juan
San Luis
Santa Cruz
Santa Fe
Santiago del Estero
Tucumán
Vuurland, Antarctica en Zuid-Atlantische eilanden

## Wapen van het federaal district

DF Buenos Aires